# Huayna Potosí
Huayna Potosí – szczyt w Andach w paśmie Cordillera Real na terytorium Boliwii. Znajduje się 25 km na północ od stolicy Boliwii – La Paz i jest jednocześnie najwyższym szczytem (6088 m n.p.m.) w rejonie tego miasta. Potosi jest uznawany za stosunkowo łatwy do zdobycia, ponieważ różnica poziomów od początku drogi wejściowej do szczytu wynosi około 1400 m. 
Pierwszego wejścia dokonali dwaj niemieccy wspinacze: Rudolf Dienst i Adolf Schulze w 1919 r.
19 października 1990 o północną ścianę góry rozbił się samolot Douglas DC-6. Zamarznięte zwłoki drugiego pilota odnaleziono na Huayna Potosi w 1997. W listopadzie 2010 na topniejącym lodowcu odnaleziono zwłoki pierwszego pilota – w momencie katastrofy 27-letniego Rafaela Benjamina Pabona.

## Galeria

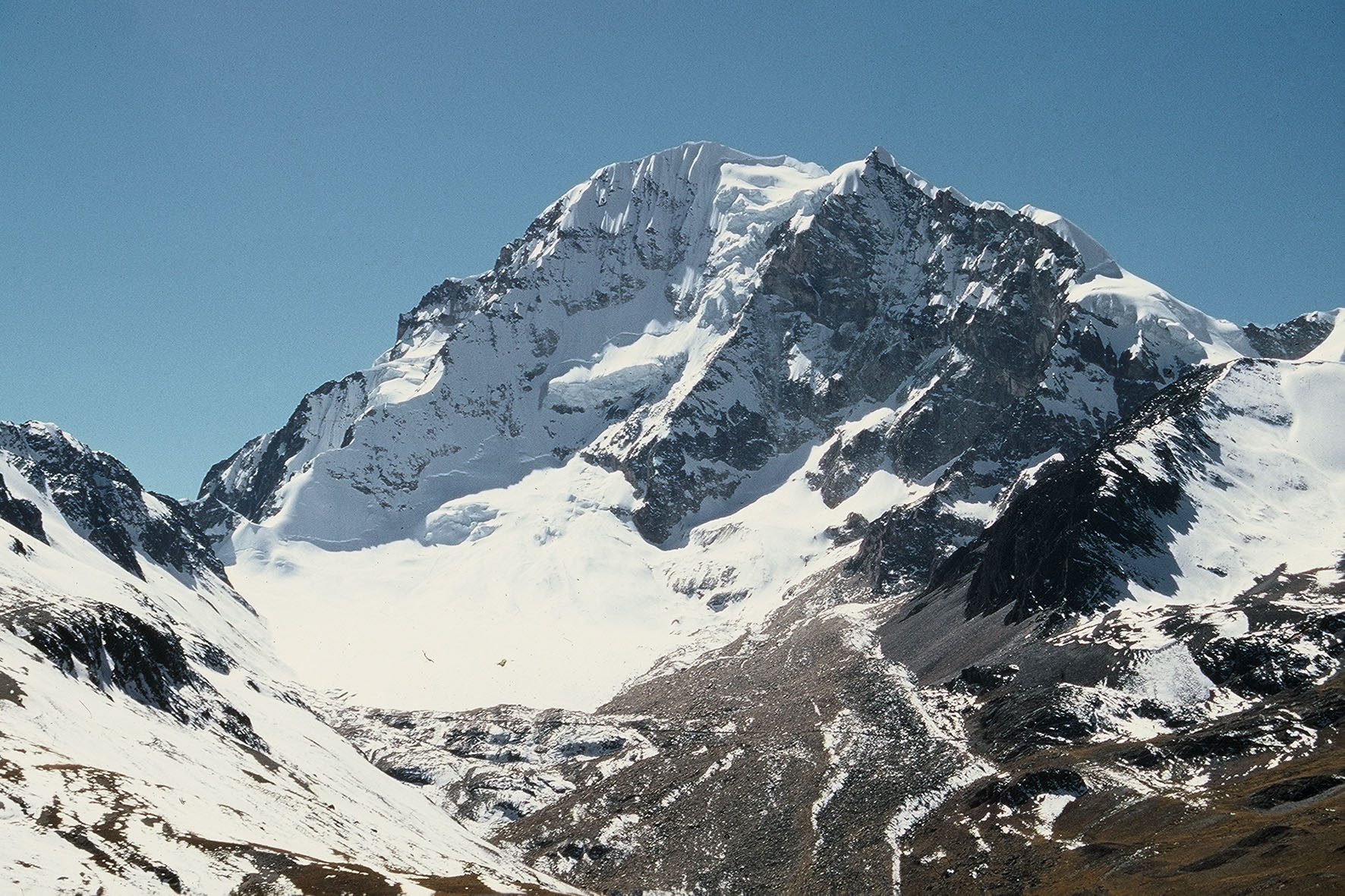
Zachodnia ściana
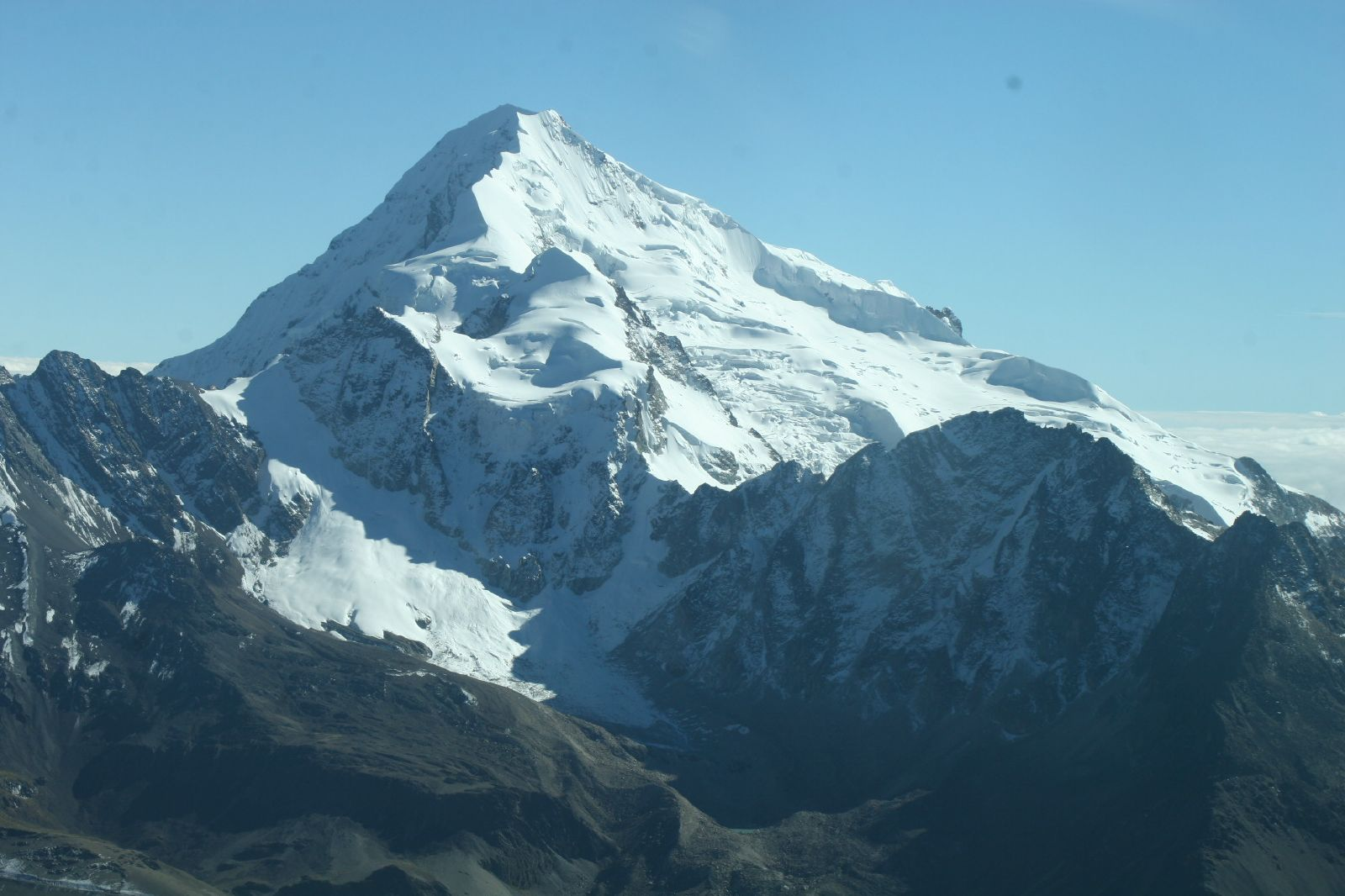
Widok z La Paz
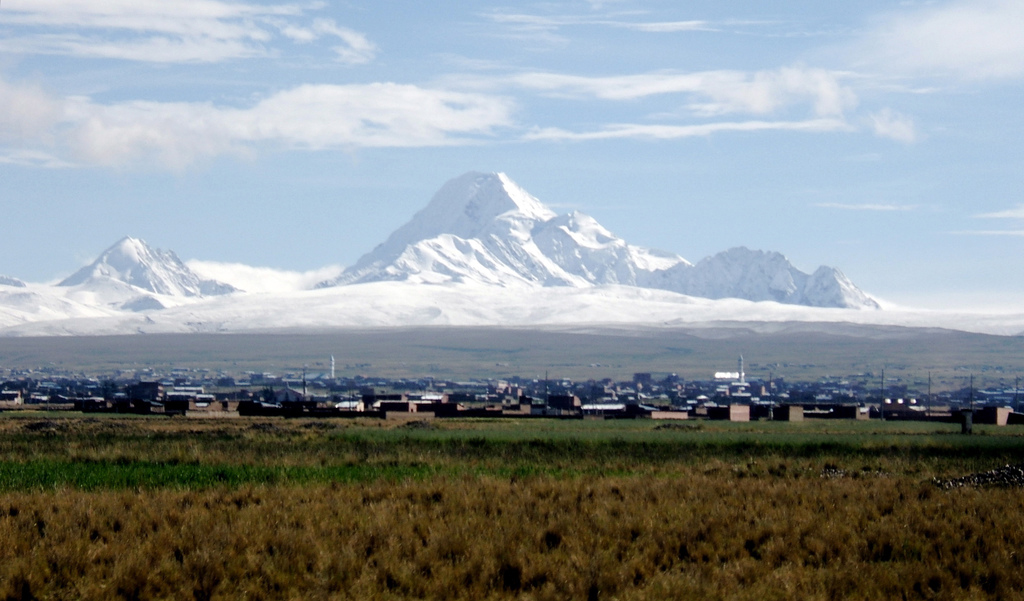
Widok na Huayna Potosi z drogi La Paz